# Phil Jones
Philip Anthony Jones (* 21. února 1992 Preston) je anglický profesionální fotbalista, který hraje na pozici středního obránce nebo defenzivního záložníka. Od léta 2023 je, po ukončení smlouvy s Manchesterem United, bez angažmá. Mezi lety 2011 a 2018 odehrál také 27 utkání v dresu anglické reprezentace.

## Fotbalová kariéra

### Blackburn Rovers FC
Svůj debut v nejvyšší anglické soutěži Premier League si odbyl v 17 letech v dresu Blackburnu, v jehož dresu odehrál celkem 35 ligových utkání.
V roce 2010 byl zařazen německým deníkem Bild zařazen mezi 10 nejlepších fotbalistů světa do osmnácti let. Spolu s ním se di seznamu dostali Philippe Coutinho, Christian Eriksen, Mario Götze, Jon Aurtenetxe, David Alaba, Václav Kadlec, Nassim Ben Khalifa, Neymar a Jack Wilshere.

### Manchester United
Jones přestoupil 9. června 2011 z Blackburnu do Manchesteru United, který měl za devatenáctiletého fotbalistu zaplatit odstupné ve výši 17 milionů liber (461 milionů korun). S klubem podepsal pětiletou smlouvu.
V září 2012 si Jones poranil koleno, během tréninku si natrhl meniskus a musel se podrobit operaci.
Ve 34. kole Premier League 2012/13 20. dubna 2013 porazil Manchester United Aston Villu 3:0, Phil mohl v předstihu slavit se spoluhráči ligový titul (dvacátý v historii klubu).
V roce 2015 prodloužil svou smlouvu s Manchesterem United až do léta 2019.
V březnu 2017 si spolu se svým spoluhráčem Chrisem Smallingem přivezli z reprezentačního srazu vážná zranění a dle manažera Josého Mourinha se jednalo o vážnější problémy, které si vyžádaly delší pauzy.
V únoru 2019 Jones prodloužil s klubem smlouvu do roku 2023 s opcí na další sezonu.
Od začátku sezony 2019/20 do konce svého angažmá nastoupil jen do 13 zápasů, v sezoně 2022/23 nehrál vůbec. Naposledy se na hřišti objevil 2. května 2022 proti Brentfordu, a to také na pouhých šestnáct minut. Celý zápas odehrál naposledy v lednu 2022 proti Wolves.
Jones na konci května 2023 oznámil, že po sezoně opustí Manchester United, za který nastupoval od roku 2011. Jones za United odehrál přes 200 zápasů. Jones má s manchesterským celkem na kontě i triumf v Evropské lize z roku 2017.

## Reprezentační kariéra
V roce 2011 se zúčastnil Mistrovství Evropy hráčů do 21 let.
V A-týmu Anglie debutoval 7. 10. 2011 v kvalifikačním utkání v Podgorici proti domácímu týmu Černé Hory (remíza 2:2).
Trenér Roy Hodgson jej vzal na Mistrovství světa 2014 v Brazílii, kde Angličané vypadli již v základní skupině D, obsadili s jedním bodem poslední čtvrtou příčku.